# Brya microphylla
Brya microphylla är en ärtväxtart som beskrevs av Johannes Bisse. Brya microphylla ingår i släktet Brya och familjen ärtväxter. Inga underarter finns listade i Catalogue of Life.